# Сыктывкар (станция)

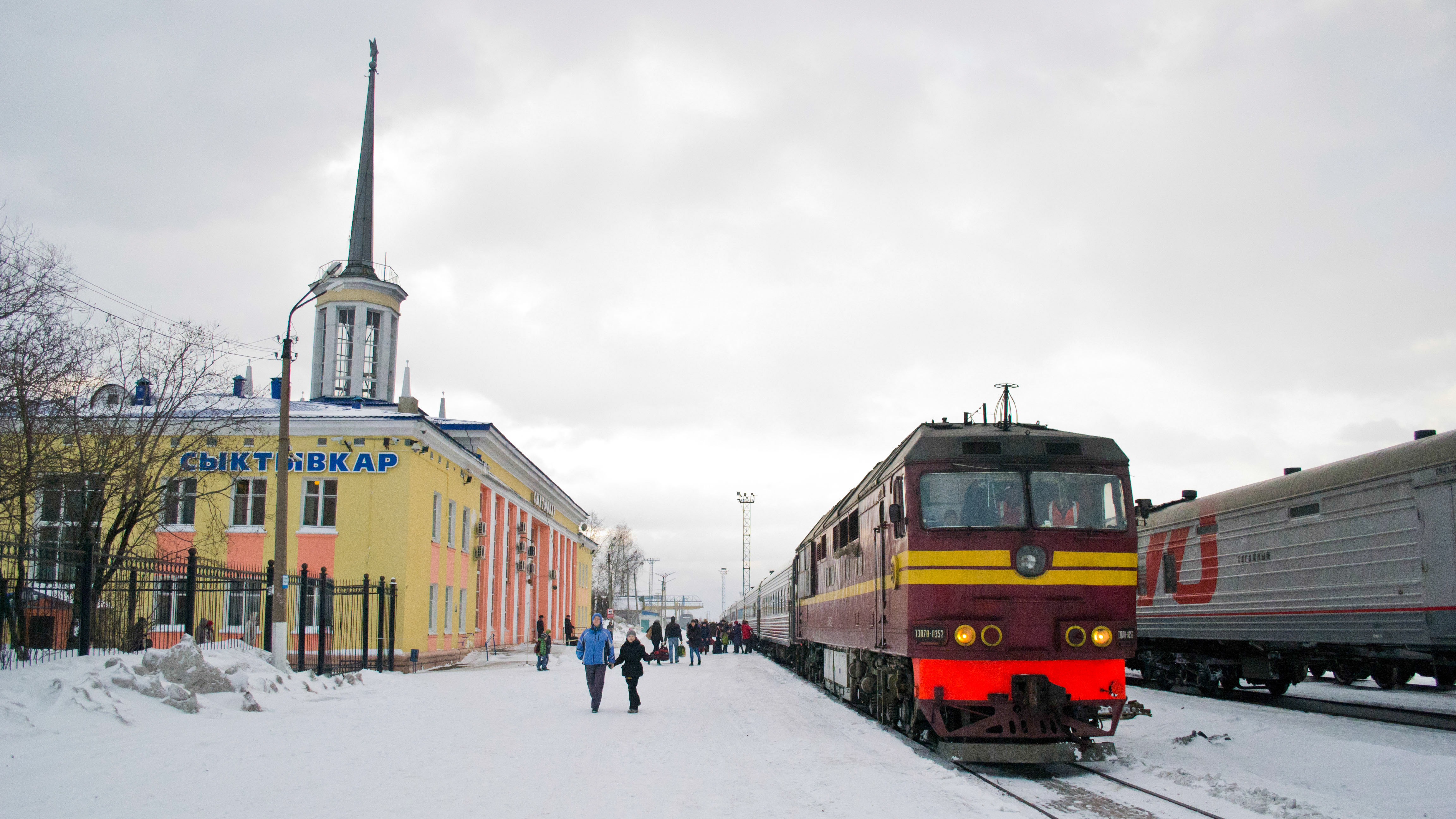
Локомотив ТЭП70 в составе поезда №306 Сыктывкар - Усинск

Сыктывка́р — железнодорожная станция Сольвычегодского региона Северной железной дороги, находящаяся в городе Сыктывкар, столице Республики Коми. Здесь же располагается главный железнодорожный вокзал города.
Станция является конечной на линии от узловой станции Микунь.
Пригородное сообщение по станции отсутствует.

## История
В январе 1958 года началось строительство железной дороги Микунь — Сыктывкар.
22 января 1961 года в Сыктывкар прибыл первый пассажирский поезд со станции Микунь. Пассажирами были рабочие — строители дороги и мостов через Вымь и Вычегду.
2 февраля 1964 года открыто здание железнодорожного вокзала.
В 2020 году был реализован проект по адаптации железнодорожного вокзала для маломобильных пассажиров, где все пассажирские зоны и логистика модернизированы и усовершенствованы с учётом потребностей людей с ограниченными возможностями передвижения. 26 марта 2021 года состоялось торжественное открытие железнодорожного вокзала после адаптации для маломобильных пассажиров.

## Инфраструктура
Здание железнодорожного вокзала станции Сыктывкар довольно небольшое, и способно вместить в себя до трехсот пассажиров. Архитектура двухэтажного здания характерна для эпохи индустриализации. Здание сохранилось и по сегодняшний день и имеет отличительную архитектурную особенность — высокий шпиль над остекленной башней. Периодически проводятся реконструкции здания. В здании вокзала есть комфортные залы ожидания, оборудованные удобными сидениями для пассажиров, хорошо кондиционированные летом и отапливаемые в зимний период. Также есть зал ожидания повышенной комфортности, вход в который платный. По громкоговорителю или с помощью автоматического оповещения в залах объявляется информация о прибытии и отправлении поездов. В здании вокзала есть комната матери и ребенка, медпункт. В соседнем здании расположено Сыктывкарское линейное управление МВД России на транспорте.
На территории станции расположен «Вагонный участок Сыктывкар» (ВЧ-7) — подразделение Северо-Западного филиала АО «Федеральная пассажирская компания».
Станция открыта для грузовой работы . На территории станции есть грузовой двор.

## Деятельность
Коммерческие операции, выполняемые на станции:
- продажа пассажирских билетов[2];
- приём и выдача багажа[2];
- приём и выдача повагонных грузов (открытые площадки)[2];
- приём и выдача мелких отправок грузов (крытые склады)[2];
- приём и выдача повагонных и мелких отправок грузов (подъездные пути)[2];
- приём и выдача грузов в контейнерах (3 и 5 тонн)[2];
- приём и выдача грузов в универсальных контейнерах (20 тонн)[2];
- приём и выдача мелких отправок грузов (открытые площадки)[2].

## Дальнее следование по станции
| Круглогодичное обращение поездов | Круглогодичное обращение поездов | Круглогодичное обращение поездов | Круглогодичное обращение поездов |
| № поезда                         | Маршрут движения                 | № поезда                         | Маршрут движения                 |
| -------------------------------- | -------------------------------- | -------------------------------- | -------------------------------- |
| 22Я/33Я (беспересадочный)        | Москва — Сыктывкар               | 34Ч/21Н (беспересадочный)        | Сыктывкар — Москва               |
| 397Я (пассажирский)              | Санкт-Петербург — Сыктывкар      | 398В (пассажирский)              | Сыктывкар — Санкт-Петербург      |
| 53Я (скорый)                     | Усинск — Сыктывкар               | 54Я (скорый)                     | Сыктывкар — Усинск               |
| 305Я (пассажирский)              | Усинск — Сыктывкар               | 306Я (пассажирский)              | Сыктывкар — Усинск               |
| 627Я (пассажирский)              | Кослан — Сыктывкар               | 628Я (пассажирский)              | Сыктывкар — Кослан               |
| 309С/305Я (беспересадочный)      | Воркута — Сыктывкар              | 398В/376Я (беспересадочный)      | Сыктывкар — Воркута              |

| Сезонное направление поездов | Сезонное направление поездов | Сезонное направление поездов | Сезонное направление поездов |
| № поезда                     | Маршрут движения             | № поезда                     | Маршрут движения             |
| ---------------------------- | ---------------------------- | ---------------------------- | ---------------------------- |
| 695                          | Микунь — Сыктывкар           | 698                          | Сыктывкар — Микунь           |
| 258/97 (беспересадочный)     | Адлер — Сыктывкар            | 698/257 (беспересадочный)    | Сыктывкар — Адлер            |
| 268/677 (беспересадочный)    | Новороссийск — Сыктывкар     | 698/267 (беспересадочный)    | Сыктывкар — Новороссийск     |
| 256/677 (беспересадочный)    | Анапа — Сыктывкар            | 306/255 (беспересадочный)    | Сыктывкар — Анапа            |

## Адрес вокзала
- 167023, Россия, Республика Коми, г. Сыктывкар, ул. Морозова, 1